# Klevîn, Novhorod-Siverskîi
Klevîn (în ucraineană Клевин) este un sat în comuna Șeptakî din raionul Novhorod-Siverskîi, regiunea Cernihiv, Ucraina.

## Demografie
Componența lingvistică a localității Klevîn
     Ucraineană (100%)
Conform recensământului din 2001, toată populația localității Klevîn era vorbitoare de ucraineană (100%).